# Эрик Аксл Сунд
Эрик Аксл Сунд (швед. Erik Axl Sund) — творческий псевдоним шведского литературного дуэта Эркера Эрикссона и Хокана Аксландера Сундквиста.
Эркер Эрикссон (род. 1974, Евле), продюсер музыкальной панк-группы i love you baby! ранее работал сторожем, грузчиком, заведующим складом и библиотекарем в тюрьме. Сейчас живёт в Стокгольме, женат.
Хокан Аксландер Сундквист (род. 1965, Линчепинг) — музыкант группы I love you baby! и художник. Участвовал в более 50 выставках в Скандинавии. В начале 2000-х годов гастролировал с группой во многих странах Восточной Европы. Сейчас живёт в Стокгольме, имеет сына.
Их дебютный криминальный роман-трилогия «Слабость Виктории Бергман» переведён на 35 языков мира. В 2012 году трилогия получила Особую награду от Шведской академии писателей-криминалистов. В мае 2014 года опубликован роман «Стеклянные тела».

## Награды
- «Особая награда» (2012) от Шведской академии писателей-криминалистов